# زبان ابهته
اَبَهَتّه یکی از زبان‌های هندوآریایی از شاخهٔ شرقی این گروه زبانی است. از دیگر زبان‌های این شاخه می‌توان از بنگالی نام‌برد. به نظر می‌رسد این زبان در امتداد زبان اپبرمشه بوده و هردو از پراکریت مشتق شده‌باشند.
ابهته میان سده‌های ششم تا چهاردهم میلادی رواج‌داشته و همزمان با رواج اپبرمشه مورد استفاده قرار می‌گرفته‌است.
نام ابهته از واژهٔ سانسکریت اپشبده apaśabda مشتق‌شده و معنای صدای بی‌معنی را می‌رساند.
از ویژگی‌های این زبان استفادهٔ بیشتر از واکه‌ها و نبود جنسیت در صرف است.